# Bloomfield (Virginia)
Bloomfield ist ein gemeindefreies Gebiet in Loudoun County im US-Bundesstaat Virginia. Es befindet sich an der Kreuzung der Airmont Road (Virginia State Route 719) mit der Bloomfield Road (Virginia State Route 626).
Die Kreisstadt Leesburg ist 30 km entfernt, die Hauptstadt Washington, D.C. ist rund 100 km östlich von Bloomfield gelegen.

## Geschichte
Bloomfield wurde von der Virginia General Assembly am 13. Januar 1816 gegründet. Das Dorf wurde nach den Wildblumenfeldern entlang der Blue Ridge Mountains, die nahe Bloomfields verlaufen, benannt. Ein Jahr später erhielt Bloomfield ein Postamt. Bis 1830 florierte das Dorf mit 59 Einwohnern. Während des Sezessionskriegs besuchten Colonel John Mosby und seine Soldaten Bloomfield, um 173.000 US-Dollar aufzuteilen, die sie von einem Goldzug der Union in West Virginia gestohlen hatten. 
Koordinaten: 39° 3′ N, 77° 49′ W